# Film concerto
Il film concerto è un tipo di film documentario nel quale il soggetto è un'esecuzione dal vivo di uno spettacolo musicale, un concerto di un determinato cantante o gruppo musicale o, più di recente, anche di attori comici.

## Storia

### Anni '60
Il primo grande film concerto degli anni '60 risulta essere Jazz in un giorno d'estate (1960), documentario jazz registrato durante la quinta edizione del Newport Jazz Festival nel 1958. Dello stesso decennio è The T.A.M.I. Show (1964), il quale include l'esecuzione di numerosi artisti di generi rock and roll e R&B al Santa Monica Civic Auditorium i giorni 28 e 29 ottobre 1964.

### Anni '70
Il primo grande film concerto degli anni '70 è Gimme Shelter (1970), il quale ripercorre le vicende del tour americano dei Rolling Stones del 1969 fino all'Altamont Free Concert. Dello stesso anno è Sweet Toronto (1970), che presenta il concerto rock and roll revival di Toronto del 1969 con Bo Diddley, Chuck Berry, Jerry Lee Lewis, Little Richard, John Lennon e la Plastic Ono Band. Infine, il lungometraggio Woodstock - Tre giorni di pace, amore e musica (Woodstock, 1970), ripercorre le vicende musicali del festival di Woodstock del 1969.
Negli anni successivi i film concerto di maggiore successo sono stati il Pink Floyd: Live at Pompeii (1971), film-documentario-concerto dei Pink Floyd girato nell'Anfiteatro romano di Pompei, The Concert for Bangladesh (1972), concerto tenutosi il 1º agosto 1971 al Madison Square Garden organizzato da George Harrison per i rifugiati del Bangladesh, Ziggy Stardust and the Spiders from Mars (1973), concerto di David Bowie del 3 luglio 1973, The Song Remains the Same (1976), film in tre parti del concerto dei Led Zeppelin al Madison Square Garden nel 1973.
La fine degli anni '70 è segnata da un altro film concerto di grande successo di critica, L'ultimo valzer (The Last Waltz, 1978), lungometraggio incentrato sull'ultimo concerto dei The Band al Winterland Ballroom di San Francisco, nel giorno del ringraziamento (25 novembre 1976).

### Anni '80
La prima metà degli anni '80 è segnata dal film Stop Making Sense (1984), montaggio di tre video riguardanti sui Talking Heads a Hollywood (California) nel dicembre 1983.
La seconda metà del decennio vede l'uscita di Rattle and Hum (1988), documentario in cui viene seguito il tour degli U2 denominato The Joshua Tree Tour attraverso gli Stati Uniti.

### Anni '90
Il film concerto di maggio successo commerciale degli anni '90, che ha incassato oltre 29 milioni di dollari nel mondo, è A letto con Madonna (Madonna: Truth or Dare, 1991), documentario registrato durante il controverso Blond Ambition Tour di Madonna del 1990.
L'ultimo tour prima del consensuale scioglimento dei Pink Floyd si concluse con un film-concerto sulla data all'Earl's Court di Londra nell'ottobre 1994. Venne pubblicato col nome Pulse, nel 1995.

### Anni 2000
Gli anni 2000 sono segnati dalla vendita dei film concerto in formato DVD; tra i più venduti vi sono Avril Lavigne: My World (2003) di Avril Lavigne, che ha venduto oltre 300.000 copie nel mondo, e Live in Las Vegas - A New Day... (2007) di Céline Dion, che ha venduto oltre 1.300.000 copie.
Il film concerto europeo più acclamato degli anni 2000 è Heima (2007), documentario sul tour in Islanda dei Sigur Rós svoltosi nell'estate del 2006.
Il decennio si conclude con la distribuzione di Michael Jackson's This Is It (2009): essendo composto principalmente da immagini delle prove dei concerti che non ebbero mai luogo a causa dell'improvvisa morte di Michael Jackson, il film è stato presentato come un documentario, e non come un vero film concerto.

### Anni 2010
Tra i film concerto internazionali di maggior successo del decennio degli anni 2010 emergono Björk: Biophilia Live (2014), concerto trasmesso nei cinema e tenuto il 3 settembre 2013 dalla cantautrice islandese Björk all'Alexandra Palace di Londra, durante il Biophilia Tour, Roxy the Movie (2015), documentario sugli spettacoli che avrebbero costituito il disco Roxy & Elsewhere di Frank Zappa, e Jumpers for Goalposts (2015), film che raccoglie le migliori performance di Ed Sheeran dei concerti al Wembley Stadium del luglio 2015.
Nel 2017 è distribuito il film concerto italiano Vasco Modena Park - Il film (2017), film che ripercorre il concerto di Modena Park 2017 di Vasco Rossi al parco Enzo Ferrari di Modena il 1 Luglio 2017.

### Anni 2020
Nel 2023, i cinema di 90 Paesi accolgono nelle loro sale il film concerto Taylor Swift: The Eras Tour (2023), lungometraggio che ripercorre il concerto del The Eras Tour di Taylor Swift che si è tenuto dal 3 al 9 agosto 2023 al SoFi Stadium di Inglewood, Los Angeles. Esso detiene il Guinness World Record per il film concerto con il maggior incasso al botteghino mondiale di sempre.

## Classifica dei film concerto con maggiori incassi
Le classifiche sottostanti non sono corrette secondo il tasso d'inflazione.

### Film di artisti musicali
| Pos. | Film                                                      | Artista        | Anno | Incassi ($)  | Incassi ($)    | Incassi ($)  | Fonte  |
| Pos. | Film                                                      | Artista        | Anno | USA e Canada | Internazionale | Mondiale     | Fonte  |
| ---- | --------------------------------------------------------- | -------------- | ---- | ------------ | -------------- | ------------ | ------ |
| 1    | Taylor Swift: The Eras Tour                               | Taylor Swift   | 2023 | $180,756,269 | $80,900,000    | $261,656,269 | [ 12 ] |
| 2    | Justin Bieber: Never Say Never                            | Justin Bieber  | 2011 | $73,013,910  | $26,022,917    | $99,036,827  | [ 13 ] |
| 3    | Hannah Montana & Miley Cyrus: Best of Both Worlds Concert | Miley Cyrus    | 2008 | $65,281,781  | $5,361,185     | $70,642,966  | [ 14 ] |
| 4    | One Direction: This is Us                                 | One Direction  | 2013 | $28,873,374  | $39,694,467    | $68,567,841  | [ 15 ] |
| 5    | Renaissance: a film by Beyoncé                            | Beyoncé        | 2023 | $33,889,684  | $10,100,000    | $43,989,684  | [ 16 ] |
| 6    | Katy Perry: Part of Me                                    | Katy Perry     | 2012 | $25,326,071  | $7,400,885     | $32,726,956  | [ 17 ] |
| 7    | BTS Permission to Dance on Stage - Seoul: Live Viewing    | BTS            | 2022 | $6,840,000   | $25,760,000    | $32,600,000  | [ 18 ] |
| 8    | Jonas Brothers: The 3D Concert Experience                 | Jonas Brothers | 2009 | $19,162,740  | $11,266,091    | $30,428,831  | [ 19 ] |
| 9    | BTS: Yet to Come in Cinemas                               | BTS            | 2023 | $8,093,270   | $21,198,613    | $29,291,883  | [ 20 ] |
| 10   | A letto con Madonna (Madonna: Truth or Dare)              | Madonna        | 1991 | $15,012,935  | $14,000,000    | $29,012,935  | [ 21 ] |
| 11   | U2 3D                                                     | U2             | 2008 | $10,363,341  | $12,367,501    | $22,730,842  | [ 22 ] |

### Film di attori comici
| Pos. | Film                                   | Comici                                           | Anno | Incassi ($)  | Incassi ($)    | Incassi ($) | Fonte  |
| Pos. | Film                                   | Comici                                           | Anno | USA e Canada | Internazionale | Mondiale    | Fonte  |
| ---- | -------------------------------------- | ------------------------------------------------ | ---- | ------------ | -------------- | ----------- | ------ |
| 1    | Eddie Murphy Raw                       | Eddie Murphy                                     | 1987 | $50,504,655  | N.D.           | $50,504,655 | [ 23 ] |
| 2    | The Original Kings of Comedy           | Steve Harvey, Cedric the Entertainer, Bernie Mac | 2000 | $38,168,022  | $68,316        | $38,236,338 | [ 11 ] |
| 3    | Richard Pryor Live on the Sunset Strip | Richard Pryor                                    | 1982 | $36,299,720  | N.D.           | $36,299,720 | [ 24 ] |
| 4    | Kevin Hart: Let Me Explain             | Kevin Hart                                       | 2013 | $32,244,051  | $83,204        | $32,327,255 | [ 11 ] |
| 5    | Kevin Hart: What Now?                  | Kevin Hart                                       | 2016 | $23,591,043  | N.D.           | $23,591,043 | [ 25 ] |